# Pierino Favalli
Pietro „Pierino“ Favalli (* 1. Mai 1914 in Zanengo di Grumello; † 16. Mai 1986 in Cremona) war ein italienischer Radrennfahrer und nationaler Meister im Radsport.
Favalli siegte 1934 in der italienischen Meisterschaft der Amateure im Straßenrennen. 1936 startete Pierino Favalli bei den Olympischen Spielen in Berlin: Im olympischen Straßenrennen wurde er Siebenter, in der Mannschaftswertung mit dem italienischen Team Vierter. Das 100 Kilometer lange Mannschaftsrennen begann erstmals mit einem Massenstart, und die Zeiten der besten drei Fahrer jeder Mannschaft wurden für die Wertung addiert. Im selben Jahr errang Favalli bei den Straßen-Weltmeisterschaften in Bern die Bronzemedaille im Straßenrennen der Amateure.
Von 1936 bis 1946 war Favalli Profi. 1937 siegte er in der Coppa San Geo. Sein größter Erfolg war der Sieg 1941 bei Mailand–Sanremo, 1937 und 1938 wurde er Zweiter und 1932 Dritter. 1938 gewann er den Giro della Romagna sowie 1938 und 1939 Mailand–Turin, 1942 den Giro del Veneto und den Giro di Campania. Viermal gewann er gemeinsam mit Gino Bartali ein Paarzeitfahren. Beim Giro d’Italia 1940 entschied er die zweite Etappe für sich.